# Silver Falcons
Silver Falcons – zespół akrobacyjny Południowoafrykańskich Sił Powietrznych założony w roku 1946.

## Historia
Akrobacja lotnicza w Południowej Afryce sięga swymi początkami okresu międzywojennego. Zespół powstał krótko po zakończeniu wojny w roku 1946 pod nazwą Bumbling Bees. Stacjowował w bazie w Lanseria w Rep Latali na samolotach produkcji amerykańskiej North American T-6 Texan. Wkrótce grupa przesiadła się do Brytyjskich De Havilland Vampire. Po raz kolejny grupa zmieniła samolot po prawie 20 latach. W 1966 wybrano Aermacchi MB-326 rodem z Włoch. Rok później zespół zmienił nazwę na Die Silwer Valke. Na początku lat dziewięćdziesiątych dotychczasowa baza grupy została zlikwidowana. Okresowo zespół przeniósł się na lotnisko 85 jednostki szkolnej. W 1998 zespół zlikwidowano. W jednostce AFB Langebaanweg, powstał kontynuator tradycji poprzedników Silver Falcons. Samoloty Pilatus PC-7, które zespół został wyposażony po objęciu nowej siedziby przyzbrojono w smugacze oraz pomalowano w barwy narodowe.

## Pilatus PC-7
Dane techniczne:
- Rozpiętość skrzydeł – 10,19 m
- Długość samolotu – 10,13 m
- Maksymalna prędkość — 555 km/h (0,6 mach)
- Pułap maksymalny – 7622 m
- Prędkość przelotowa) – 139 km/h

## Skład zespołu

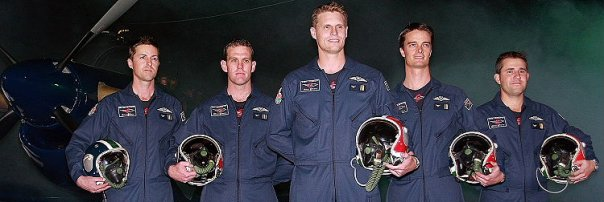
Piloci grupy

1. Mjr Scott Ternent (dowódca)
2. Kpt. Roy Sproul
3. Kpt. Buti Tsebe
4. Kpt. Gerhard Lourens
5. Mjr Nico Frylinck (solista)